# Rio Choctawhatchee
O Rio Choctawhatchee (Predefinição:Lang - en) é um rio no sul dos Estados Unidos, fluindo para o sudeste do Alabama e da Flórida, pegando o Condado de Okaloosa e o Condado de Walton. O rio, a baía e seus adjacentes drenam uma área de 13 850 km2/.

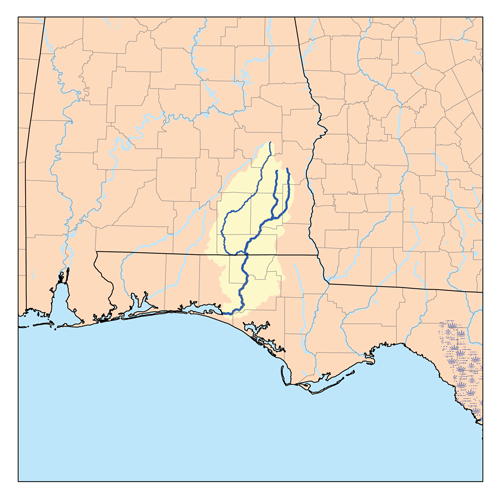
Mapa do rio Choctawhatchee.